# Partido dos Trabalhadores do Bangladesh
O Partido dos Trabalhadores do Bangladesh (em bengali:  বাংলাদেশের ওয়ার্কার্স পার্টি) é um partido comunista em Bangladesh.
O PTB foi fundado em 1980 pelo Partido Comunista de Bangladesh (Leninista), Liga Comunista Revolucionária, Partido Majdur e outro grupo. Amal Sen foi o secretário-geral fundador.
Em 1984, o partido dividiu-se em duas facções, ambas com o nome PTB. Um grupo era liderado por Amal Sen e Nazrul Islam. O outro era liderado pelo atual presidente do partido, Rashed Khan Menon. Em 1992 eles reunificaram-se.
O PTB juntou-se à Grande Aliança, no entanto, a liderança do partido questionou abertamente a direção da subsequente Aliança de 14 Partidos após as eleições de 2014.

Nas eleições de 2018 em Bangladesh, ela disputou como parte da Grande Aliança junto com a Liga Awami de Bangladesh e ganhou quatro lugares no Jatiya Sangsad, formando assim o governo.